# Syncope carvalhoi
Syncope carvalhoi är en groddjursart som beskrevs av Nelson 1975. Syncope carvalhoi ingår i släktet Syncope och familjen Microhylidae. IUCN kategoriserar arten globalt som livskraftig. Inga underarter finns listade i Catalogue of Life.